# Virtuelles Museum über die sowjetische Repression in Belarus
Das Virtuelle Museum über die sowjetische Repression in Belarus (belarussisch Віртуальны музей савецкіх рэпрэсій у Беларусі) ist ein nichtkommerzielles ehrenamtliches Projekt im Bereich der Oral History von Historikern und anderen Wissenschaftlern aus Belarus. Es ist als Digitales Museum konzipiert und behandelt ausschließlich die Zeit der sowjetischen Repression in Belarus.

## Hintergrund
Das Virtuelle Museum über die sowjetische Repression in Belarus wurde 2007 in Minsk gegründet. Das Museum verfügt allein über einen Online-Auftritt, es existiert bislang keine räumliche Ausstellung der bestehenden Materialien.

## Konzeption des Museums
Das Museum arbeitet mit einem Ansatz der Oral History, indem es Aufnahmen von Zeitzeugen präsentiert, die über ihre persönlichen Schicksale während der Zeit der politischen Repression in Belarus berichten. Hierdurch deckt das Museum einen Teil der Geschichte von Belarus ab, der nicht durch die offizielle Geschichtsschreibung im Land abgedeckt wird.

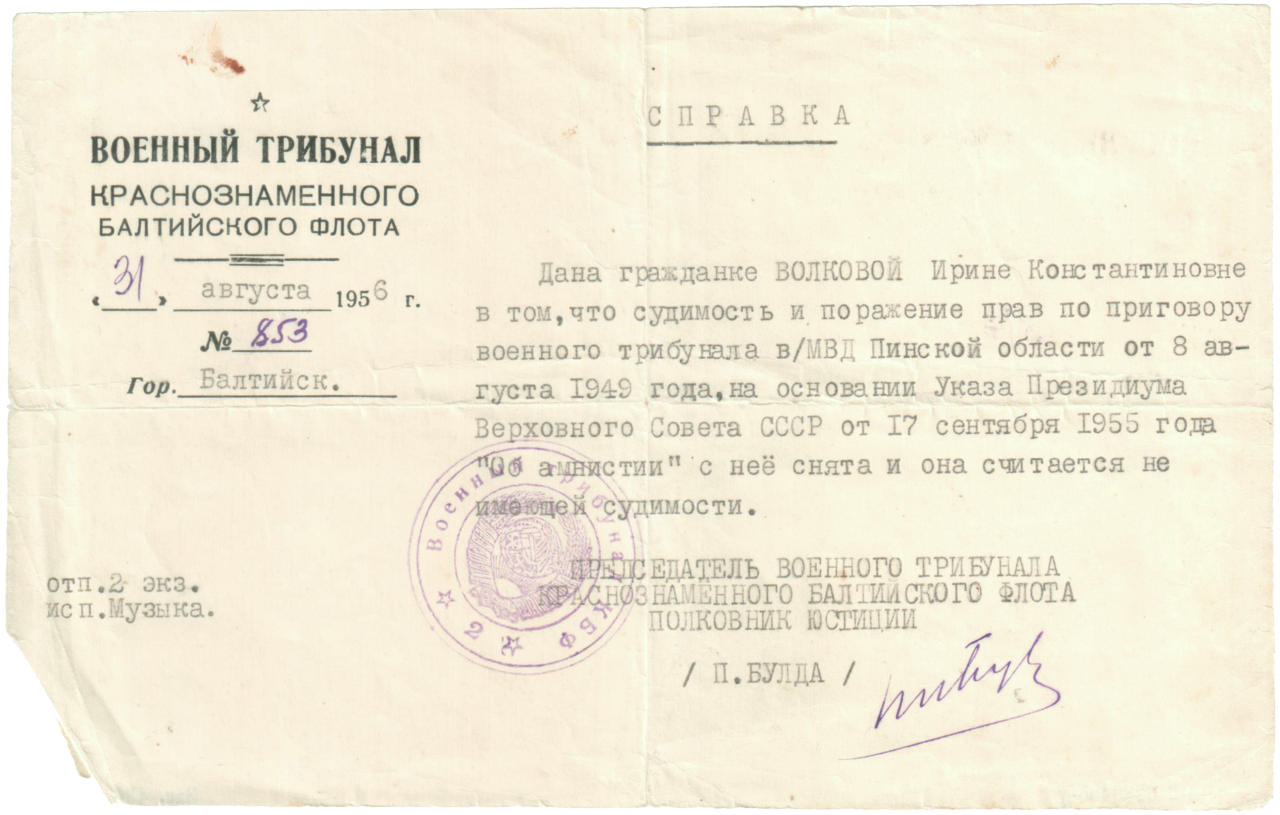
Beispiel eines Militärgerichtsurteils aus dem Jahr 1956, das im Virtuellen Museum ausgestellt ist

Die Exponate des Museums bestehen im Wesentlichen aus Audio- and Video-Aufnahmen, Fotos, Dokumenten und Statistiken, die im Zusammenhang mit der Unterdrückung in Belarus stehen. Ebenfalls werden Chroniken und historische Aufsätze präsentiert.
Das Museum verfügt aktuell über sieben Ausstellungsräume:
- Sowjetische Mythen
- Chronologie der Repression
- Opfer der Repression
- Das System der Unterdrückung
- Anti-Sowjetischer Widerstand
- Wiedergutmachung
- Erinnerungsorte

Unter den Besonderheiten des Museums befinden sich neben den narrativen Interviews unter anderem interaktive Landkarten über Lager des NKWD in Belarus sowie über Gedenkstätten.
Das Museum bietet darüber hinaus eine Suchfunktion an, in der aus aktuell über 30.000 Datensätzen nach Opfern der sowjetischen Unterdrückung gesucht werden kann.

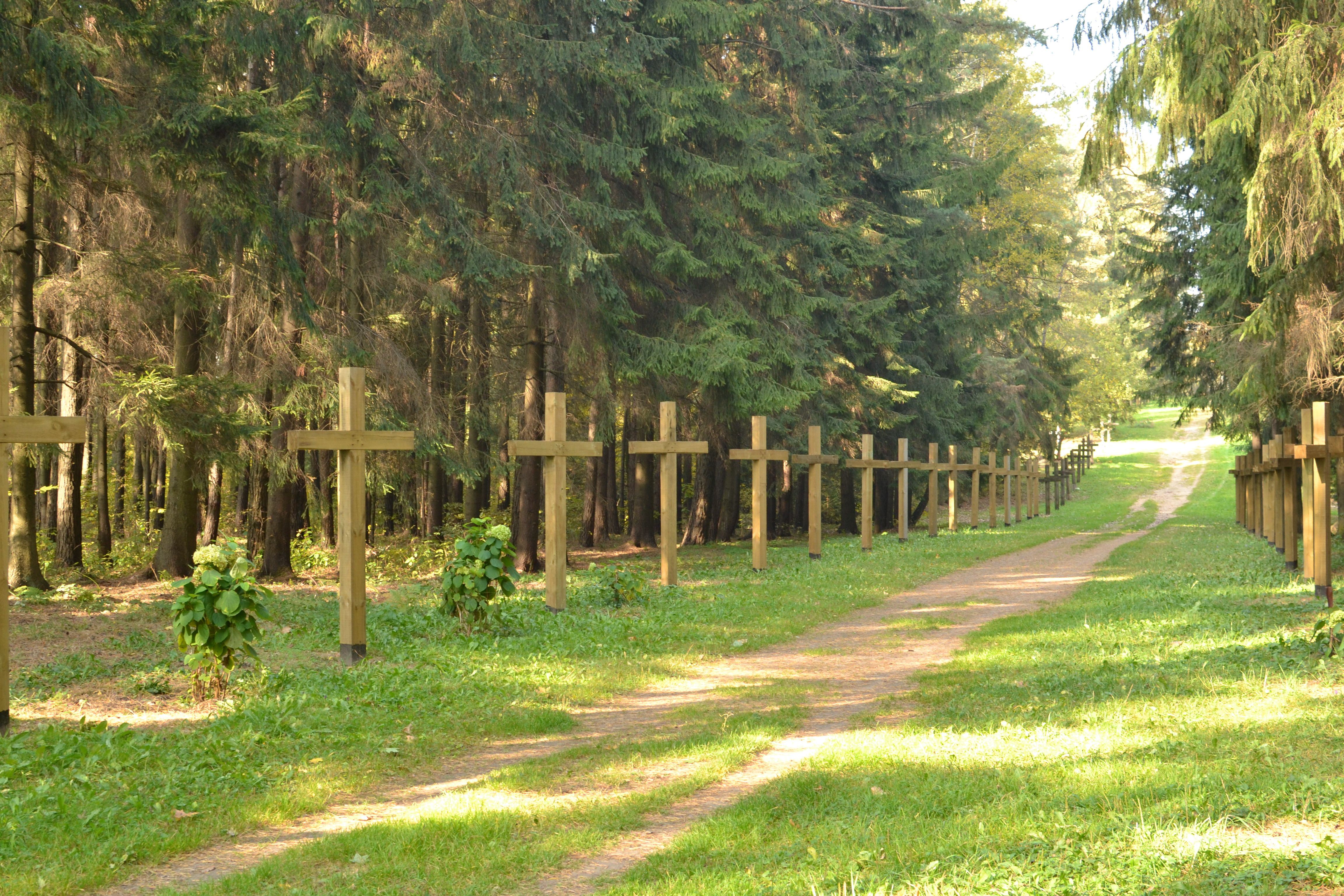
Kurapaty-Gedenkstätte nahe Minsk in Belarus

## Partner
Unter den Partnern des Museums befinden sich die Konrad-Adenauer-Stiftung und das Belarussische Oral-History-Archiv.